# کیریل کاپریزوف
کیریل کاپریزوف (روسی: Кирилл Олегович Капризов؛ زادهٔ ۲۶ آوریل ۱۹۹۷) بازیکن هاکی روی یخ اهل روسیه است.
وی همچنین برندهٔ جوایزی همچون نشان دوستی شده‌است.